# Trachyboa
Genre
Trachyboa est un genre de serpents de la famille des Tropidophiidae. 

## Répartition
Les espèces de ce genre se rencontrent à Panama, en Équateur et en Colombie.

## Liste d'espèces
Selon The Reptile Database (4 nov. 2011) :
- Trachyboa boulengeri Peracca, 1910
- Trachyboa gularis Peters, 1860

## Description
Ils sont parfois appelés boas nains. Ce sont des reptiles terrestres, qui se nourrissent principalement de poissons.

## Publication originale
- Peters, 1860 : Eine neue Gattung von Riesenschlangen vor, welche von einem gebornen Preussen, Hrn. Carl Reiss, in Guayaquil nebst mehreren anderen werthvollen Naturalien dem zoologischen Museum zugesandt worden ist. Monatsberichte der Königlich Preussischen Akademie der Wissenschaften zu Berlin, vol. 1860, p. 200-202 (texte intégral).